# Miguel Hernán
Miguel Hernán est un médecin et épidémiologiste espagnol. 
Il est professeur en biostatistique et épidémiologie à la faculté de santé publique T.H. Chan de Harvard,,.